# کومبا ۷۶۳۶
سیارک ۷۶۳۶ (به انگلیسی: 7636 Comba، نامگذاری:1984CM) هفت هزار و ششصد و سی و ششمین سیارک کشف شده‌است که در ۵ فوریه ۱۹۸۴ کشف شد.
قدر مطلق سیارک برابر ۱۲٫۶۰ است.